# Indice di miseria
L'indice di sofferenza, o di infelicità, (a volte riportato come indice di miseria, quale mero calco linguistico dell'inglese misery index) è un indice economico, creato dall'economista Arthur Okun, basato sulla somma del tasso d'inflazione e del tasso di disoccupazione. È spesso erroneamente attribuito a Robert Barro, il quale, invece, creò un proprio indice simile a questo, con l'aggiunta di due ulteriori dati: il PIL ed il tasso ufficiale di sconto.

## L'indice negli Stati Uniti
Nella tabella è riportata la progressione dell'indice di miseria sotto le varie presidenze degli Stati Uniti dal 1948 ad oggi.
| Posizione | Presidente           | Periodo   | Media                | Minimo           | Massimo          | Inizio mandato | Fine mandato         | Variazione |
| --------- | -------------------- | --------- | -------------------- | ---------------- | ---------------- | -------------- | -------------------- | ---------- |
| 4         | Harry Truman         | 1948–1952 | 7,88                 | Dic 1952 = 3,45  | Gen 1948 = 13,63 | 13,63          | 3,45                 | -10,28     |
| 1         | Dwight D. Eisenhower | 1953–1960 | 6,26                 | Lug 1953 = 2,97  | Apr 1958 = 10,98 | 3,28           | 7,96                 | 4,68       |
| 3         | John F. Kennedy      | 1961–1962 | 7,14                 | Lug 1962 = 6,40  | Lug 1961 = 8,38  | 8,31           | 6,82                 | -1,49      |
| 2         | Lyndon B. Johnson    | 1963–1968 | 6,77                 | Nov 1965 = 5,70  | Lug 1968 = 8,19  | 7,02           | 8,12                 | 1,10       |
| 8         | Richard Nixon        | 1969–1973 | 10,57                | Gen 1969 = 7,80  | Dic 1973 = 13,61 | 7,80           | 17,01                | 9,21       |
| 10        | Gerald Ford          | 1974–1976 | 14,93                | Dic 1976 = 12,66 | Gen 1975 = 19,90 | 16,36          | 12,66                | -3,70      |
| 11        | Jimmy Carter         | 1977–1980 | 20,27                | Apr 1978 = 12,60 | Giu 1980 = 21,98 | 12,72          | 19,72                | 7,00       |
| 9         | Ronald Reagan        | 1981–1988 | 11,19                | Dic 1986 = 7,70  | Set 1981 = 19,33 | 19,99          | 9,72                 | -10,27     |
| 7         | George H. W. Bush    | 1989–1992 | 9,68                 | Set 1989 = 9,64  | Nov 1990 = 12,47 | 10,07          | 10,30                | 0,23       |
| 6         | Bill Clinton         | 1993–2000 | 8,80                 | Apr 1998 = 5,74  | Gen 1993 = 10,56 | 10,56          | 7,29                 | -3.27      |
| 5         | George W. Bush       | 2001–2008 | 8,10                 | Ott 2006 = 5,71  | Ago 2008 = 11,47 | 7,93           | 7,29                 | -0,64      |
| N/A       | Barack Obama         | 2009–2017 | 8,58 Dati incompleti | Lug 2009 = 7.30  | Nov 2009 = 11,84 | 7,63           | N/A (11,84 Nov 2009) | 4,21       |

### La competizione elettorale Carter-Reagan
Durante la campagna presidenziale del 1976, il candidato democratico Jimmy Carter puntò molto sull'indice (ai tempi era intorno al 13,50), sostenendo come lui fosse il candidato ideale per risolvere le questioni economiche e sociali che l'alto livello dell'indice di miseria sottolineava. Nonostante le promesse elettorali, durante i quattro anni dell'amministrazione Carter l'indice continuò a salire, toccando il livello più alto mai raggiunto nella sua storia: 21,98. Nelle presidenziali del 1980 il repubblicano Ronald Reagan puntò molto su questo fallimento di Carter, riuscendo ad ottenere la presidenza degli Stati Uniti. Negli otto anni dell'amministrazione reaganiana l'indice calò vistosamente arrivando a 9,72, un livello che non toccava da inizio anni '70.

## Critiche negative
La formulazione dell'indice, come semplice somma non pesata di due parametri disomogenei, ha ricevuto delle critiche negative. Uno studio del 2001, basato su ricerche condotte su larga scala in Europa e Stati Uniti, ha tratto la conclusione che la disoccupazione influenza in misura molto maggiore la percezione dell'infelicità rispetto all'inflazione. Ne consegue che l'indice di miseria di base sottovaluta l'infelicità attribuibile al tasso di disoccupazione, rispetto a quella attribuita all'inflazione: "le stime suggeriscono che la gente scambierebbe un punto percentuale di disoccupazione per un aumento di 1,7 punti del tasso di inflazione".

## Varianti
L'economista di Harvard Robert Barro creò nel 1999 il "Barro Misery Index" (BMI). L'indice BMI prendeva la somma dell'inflazione e della disoccupazione, e aggiunge il tasso di interesse, più (meno) la previsione breve (surplus) tra PIL e la previsione di crescita.
Nei tardi anni 2000, l'economista della Johns Hopkins Steve Hanke applicò l'indice di Barro a diversi Stati degli USA.
Hanke ha recentemente elaborato un indice mondiale World Table of Misery Index Scores. Questa tabella include la lista di 89 nazioni, dalla peggiore alla migliore, con dati al 31 dicembre 2013.

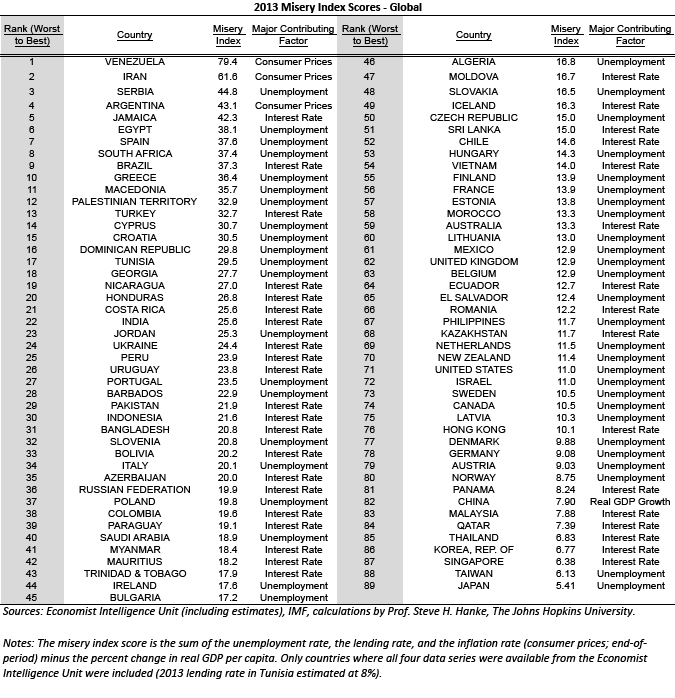
World Table of Misery Index Scores al 31 dicembre 2013.

Gli economisti Jonathan Nitzan e Shimshon Bichler trovano una correlazione similare tra il "l'indice di stagflazione" e la fusione di società (fusioni e acquisizioni) negli USA negli anni'30. Nella loro teoria, la stagflazione è una forma di sabotaggio politico economico per raggiungere accumuli differenziali, nel caso di mancate fusioni e acquisizioni.

## Indice di miseria 2016
| Indice di Miseria 2016              |                |                   |                               |
| Classifica dal peggiore al migliore |                |                   |                               |
| Posizione                           | Nazione        | Indice di miseria | Fattore principale di miseria |
| 1                                   | Venezuela      | 573.4             | Prezzi al consumo             |
| 2                                   | Argentina      | 83.8              | Prezzi al consumo             |
| 3                                   | Brasile        | 75                | Quote interessi               |
| 4                                   | Sudafrica      | 44.9              | Disoccupazione                |
| 5                                   | Egitto         | 43.9              | Prezzi al consumo             |
| 6                                   | Ucraina        | 36                | Quote interessi               |
| 7                                   | Azerbaigian    | 35.9              | Prezzi al consumo             |
| 8                                   | Turchia        | 30.7              | Quote interessi               |
| 9                                   | Iran           | 29.3              | Quote interessi               |
| 10                                  | Colombia       | 28.7              | Quote interessi               |
| 11                                  | Grecia         | 28.1              | Disoccupazione                |
| 12                                  | Russia         | 27.4              | Quote interessi               |
| 13                                  | Algeria        | 24.2              | Disoccupazione                |
| 14                                  | Kazakistan     | 24.1              | Quote interessi               |
| 15                                  | Arabia Saudita | 23                | Disoccupazione                |
| 16                                  | Perù           | 22.1              | Quote interessi               |
| 17                                  | Spagna         | 19.1              | Disoccupazione                |
| 18                                  | Ecuador        | 18.4              | Quote interessi               |
| 19                                  | Indonesia      | 17.5              | Quote interessi               |
| 20                                  | India          | 17.1              | Quote interessi               |
| 21                                  | Portogallo     | 15.5              | Disoccupazione                |
| 22                                  | Sri Lanka      | 14.8              | Quote interessi               |
| 23                                  | Italia         | 14.7              | Disoccupazione                |
| 24                                  | Pakistan       | 14.4              | Quote interessi               |
| 25                                  | Cile           | 14.4              | Disoccupazione                |
| 26                                  | Messico        | 12.5              | Quote interessi               |
| 27                                  | Belgio         | 11.8              | Disoccupazione                |
| 28                                  | Bulgaria       | 11.7              | Disoccupazione                |
| 29                                  | Polonia        | 11.5              | Disoccupazione                |
| 30                                  | Canada         | 11.3              | Disoccupazione                |
| 31                                  | Francia        | 11.3              | Disoccupazione                |
| 32                                  | Australia      | 11.1              | Disoccupazione                |
| 33                                  | Finlandia      | 10.9              | Disoccupazione                |
| 34                                  | Regno Unito    | 10                | Disoccupazione                |
| 35                                  | Hong Kong      | 10                | Quote interessi               |
| 36                                  | Norvegia       | 9.8               | Disoccupazione                |
| 37                                  | Filippine      | 9.6               | Disoccupazione                |
| 38                                  | Nuova Zelanda  | 9.4               | Quote interessi               |
| 39                                  | Stati Uniti    | 9.4               | Disoccupazione                |
| 40                                  | Vietnam        | 9.3               | Quote interessi               |
| 41                                  | Slovacchia     | 9.2               | Disoccupazione                |
| 42                                  | Rep. Ceca      | 8.7               | Disoccupazione                |
| 43                                  | Irlanda        | 8.6               | Disoccupazione                |
| 44                                  | Svezia         | 8.4               | Disoccupazione                |
| 45                                  | Austria        | 7.9               | Disoccupazione                |
| 46                                  | Danimarca      | 7.8               | Disoccupazione                |
| 47                                  | Singapore      | 7.6               | Quote interessi               |
| 48                                  | Taiwan         | 7.1               | Disoccupazione                |
| 49                                  | Israele        | 6.8               | Disoccupazione                |
| 50                                  | Romania        | 6.4               | Disoccupazione                |
| 51                                  | Paesi Bassi    | 6.3               | Disoccupazione                |
| 52                                  | Ungheria       | 6.2               | Disoccupazione                |
| 53                                  | Malaysia       | 5.9               | Quote interessi               |
| 54                                  | Germania       | 5.5               | Disoccupazione                |
| 55                                  | Svizzera       | 5.5               | Disoccupazione                |
| 56                                  | Corea del Sud  | 5.5               | Disoccupazione                |
| 57                                  | Thailandia     | 4.9               | Quote interessi               |
| 58                                  | Cina           | 4.5               | Quote interessi               |
| 59                                  | Giappone       | 0.4               | Disoccupazione                |